# مچیاس (حوزه سرشماری)، نیویورک
مچیاس (به انگلیسی: Machias) یک منطقهٔ مسکونی در ایالات متحده آمریکا است که در نیویورک واقع شده‌است. مچیاس ۲٫۷ کیلومتر مربع مساحت و ۴۷۱ نفر جمعیت دارد و ۵۱۳٫۵۹ متر بالاتر از سطح دریا واقع شده‌است.